# Anders Ørgaard
Anders Ørgaard (født 4. juli 1966 i Aarhus) er en dansk advokat og professor i formueret.
Anders Ørgaard blev juridisk kandidat i 1991 fra Aarhus Universitet og arbejdede som advokat til 2002. Han har publiceret en række bøger og artikler om formueretlige og insolvensretlige emner. Anders Ørgaard har udover sit juridiske arbejde medvirket i filmen Kundskabens træ fra 1981.

## Erhvervskarriere
Han arbejder som advokat ved TVC Advokatfirma. Anders Ørgaard har møderet for Højesteret og han er medlem af Højesteretsskranken. Som advokat beskæftiger han sig primært med
- Civile retssager
- Straffesager
- Voldgiftssager både som partsrepræsentant og voldgiftsdommer
- Sager vedrørende insolvensret, køberet og finansieringsret
- Sager vedrørende offentlig ret for den private part

Anders Ørgaard repræsenterer både private og virksomheder. Han udarbejder desuden responsa og udtalelser om mere komplicerede eller principielle formueretlige eller insolvensretlige problemstiller til konkrete sager. Anders har – alene og som medforfatter – udgivet en række artikler og bøger:
- Voldgiftsaftalen – Djøf Forlag (Ph.d.-afhandling)
- Konkursloven med kommentarer – Karnov Group
- Konkursret – Djøf Forlag
- Rekonstruktionsret – Djøf Forlag
- Sikkerhed i løsøre – Karnov Group
- Almindelig kontraktret – Djøf Forlag
- Købsretten – Karnov Group
- Eksekutionsret – Djøf Forlag
- Gældsbrevsloven med kommentarer – Karnov Group
- Checkloven med kommentarer med vekselretlig perspektiv - Karnov Group

Af nyere artikler kan nævnes:
- Om ensartede krav, og om gruppesøgsmål er den bedste måde at behandle disse på - Festskrift til Palle Bo Madsen, 2021, side 509-518
- Forbigående betalingsudygtighed under samfundslukning - ET 2020 side 120-124
- Immaterielle rettigheders stilling i dansk konkursret – NIR 2019 side 184-197
- Konkurs over skyldnere uden midler – Skat med omtanke, Festskrift til Tommy V. Christiansen, 2019 side 465-479
- De selskabsretlige generalklausuler – NTS 2018, nr. 1, side 13-23
- Vederlagsbetinget finansiering af konkursboets retssager – ET 2018 side 222-226
- Contractual Aspects of Arbitration Agreements in Danish Law – SSL (VOL 63) 2017 side 423-436
- Fyldestgørelse og tiltræden af virksomhedspant – aspekter af Cimber-dommen – UfR 2017 side 214-220

Han har ved en enkelt lejlighed ført – og vundet – en sag imod den danske stat ved Menneskerettighedsdomstolen i Strasbourg. 
Anders Ørgaard er medlem af Det Juridiske og Det Erhvervsøkonomiske Censorkorps, formand for de Jurastuderendes Retshjælp ved Aalborg Universitet, bestyrelsesformand i SPZ Lab, medlem af European Law Institute i Wien, formand for Praksisudvalget ved Aalborg Universitet, medlem af Aalborg Universitets Open Access-Udvalg samt sagkyndigt medlem af Erhvervsankenævnet.
Anders Ørgaard er ansvarlig for undervisningen i Formueret I og Formueret III (for Formueret III på jurauddannelsen sammen med lektor Gitte Meldgaard Abrahamsen) ved de juridiske uddannelser ved Juridisk Institut, Aalborg Universitet samt ansvarlig for forskellige formueretlige valgfag. 
Anders Ørgaard har undervist i formueretlige fag på både Københavns Universitet, Syddansk Universitet, Aarhus Universitet, Handelshøjskolen i Aarhus og nu Aalborg Universitet, hvor han forelæser i kontraktret, panteret, eksekusionsret og insolvensret, ligesom han er vejleder på bacheloropgaver og kandidatafhandlinger. Anders Ørgaard blev af studenterorganisationen FEJ Aalborg udnævnt til årets underviser i 2022. 
Ridder af Dannebrog 2021.